# Jakub Šebesta
Jakub Šebesta (* 16. listopadu 1948 Krumvíř) je bývalý zaměstnanec státní správy a politik, v letech 2009–2010 zastával post ministra zemědělství a po dobu necelého měsíce vykonával také funkci ministra životního prostředí ve vládě Jana Fischera.

## Osobní život
Vystudoval Střední technickou školu v Modre na Slovensku, zaměření na vinohradnictví a vinařství. Poté absolvoval Zahradnickou fakultu Vysoké školy zemědělské (současné Mendelovy univerzity) v Brně.
V roce 1972 se stal vedoucím vinařské skupiny zemědělského družstva Krumvíř. V letech 1976–1981 pracoval jako řidič vzorkař ve Státní inspekci jakosti (současná Státní zemědělská a potravinářská inspekce SZPI). Poté až do roku 1990 působil v roli inspektora kontroly vína. V období 1990–1992 řídil krajský inspektorát ČZPI (současná SZPI). Od roku 1992 byl ústředním ředitelem SZPI. Po pádu vlády Mirka Topolánka na jaře 2009 byl navržen ČSSD do pozice ministra zemědělství ČR, kterým byl jmenován 8. května 2009.
V říjnu 2013 se rozhodl vzhledem k osobním důvodům opustit místo ústředního ředitele SZPI. Jeho nástupcem se stal Martin Klanica. Šebesta dál s potravinářskou inspekcí spolupracuje jako poradce (zejména pro oblast potravin).
Působil v dozorčích radách Výzkumného ústavu veterinárního lékařství, Vinařského fondu ČR, je členem společnosti VINEXPO. V rodné obci vybudoval vysoce intenzivní ovocný sad a založil společnost Domácí dvůr Krumvíř.
Je ženatý, má tři děti.